# Солодкий пиріг
«Солодкий пиріг» — радянський короткометражний мультиплікаційний фільм 1937 року режисера Дмитра Бабиченка та Олександра Бєлякова. Перший кольоровий мультфільм кіностудії «Союзмультфільм».

## Сюжет
Настає Лісове свято. До пекаря діда Кренделея приїжджають звірі й просять його зробити святковий пиріг. Але той відмовляється посилаючись на свою старість. Пиріг викликається внук і учень Кренделея — Бубус. Тут приходить Галченя і говорить усім, що він великий кухар і допоможе зробити Кренделею пиріг. Кренделей йому не вірить і просить зробити Бубуса та Галчонка по кренделі. Чий буде краще тому робити пиріг. Обманом галча підмінює крендель і дідусь Кренделей довіряє робити йому пиріг. Бубус допомагає Галчонку, але той йому каже що він і до сотні не порахує, а нього все буде готове. І виганяє Бубуса. У цей час Галчонок вирішує вкрасти фрукти та ягоди, які привезли звірі для пирога, але Бубус його помічає і відвойовує фрукти. Зав'язується бійка. Галчоня кидає Бубуса в тісто, заготовлене для пирога. Незабаром повертається дідусь Кренделей і збирається ставити тісто в піч, але з нього вискакує Бубус. Обман розкривається і Галченя з ганьбою йде з булочной. Тепер пиріг готує Бубус. Усі звірі радіють пирогу. Відтепер Бубус — справжній пекар!

## Реставрація
Фільм відновлений у 2012 році з кольороподілового негативу-оригіналу зі зборів Держфільмофонду Росії. Прем'єра відновленого кольорового варіанта 2013 року на фестивалі «Білі стовпи»: найперша на студії кольорова картина — «Солодкий пиріг» Д. Н. Бабиченко (1937) — і остання студійна «трьохквітка» — «Зимова казка» І. П. Вано (1945). Над відновленням працювали Микола Майоров та Володимир Котовський.